# Danh sách đĩa đơn quán quân Hot 100 năm 2002 (Mỹ)

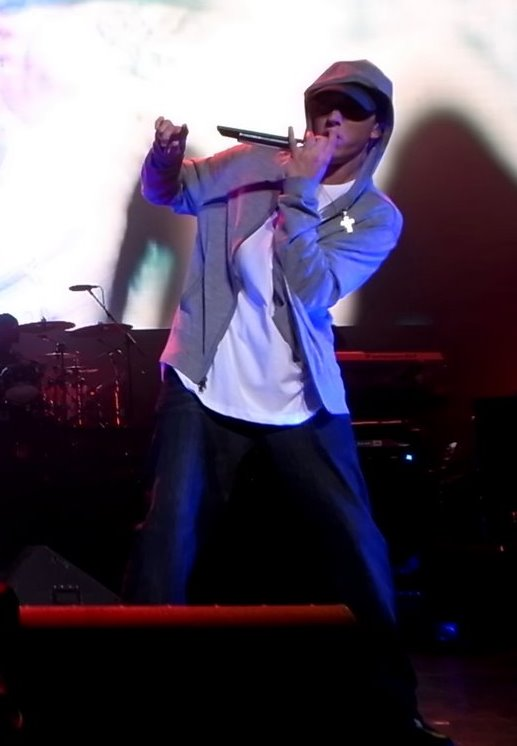
Rapper Eminem với "Lose Yourself" là đĩa đơn đứng đầu bảng lâu nhất năm 2002.

Billboard Hot 100, công bố hàng tuần bởi tạp chí Billboard, là bảng xếp hạng các đĩa đơn  thành công nhất tại thị trường âm nhạc Hoa Kỳ. Các số liệu cho việc xếp hạng được Nielsen SoundScan tổng hợp chung dựa trên doanh số đĩa thường và  nhạc số và tần suất phát trên sóng phát thanh. Trong năm 2002, có 7 đĩa đơn đứng đầu bảng. Mặc dù chính xác là 9 đĩa đơn đạt vị trí quán quân trong 52 lần phát hành tạp chí trong năm này, có 2 bài hát có được vị trí quán quân trong năm 2001 nên không tính.
Trong năm 2002, 5 nghệ sĩ có được đĩa đơn quán quân đầu tiên của họ ở Mỹ, ở vai trò hát đơn hoặc hợp tác. Ca sĩ Ashanti là người có được đĩa đơn quán quân đầu tiên trong sự nghiệp khi hợp tác với rapper Ja Rule trong "Always on Time". Sau đó, cô ấy có thêm một đĩa đơn quán quân nữa với vai trò hát đơn trong "Foolish". Ca sĩ Kelly Rowland, cựu thành viên của nhóm nhạc nữ Destiny's Child, có được đĩa đơn solo quán quân đầu tiên của cô ấy với ca khúc "Dilemma", hợp tác cùng rapper Nelly, anh ta cũng đã có được một đĩa đơn quán quân của riêng mình với "Hot in Herre" trong năm. Sự đi lên của "Lose Yourself" đến vị trí số 1 đã mang lại cho rapper Eminem đĩa đơn quán quân đầu tiên trên bảng xếp hạng từ khi anh bắt đầu phát hành album vào năm 1999. Kelly Clarkson có được đĩa đơn quán quân đầu tiên của mình với "A Moment Like This". Clarkson và Ashanti là 2 ca sĩ có đĩa đơn đầu tay đều đứng đầu bảng xếp hạng. Vào năm 2002, Ja Rule, Ashanti, và Nelly, họ đều có 2 đĩa đơn quán quân trên bảng xếp hạng Billboard Hot 100.
Hầu hết các đĩa đơn quán quân trong năm 2002 đều đứng đầu bảng khá lâu. "Lose Yourself" là đĩa đơn đứng đầu bảng lâu nhất, với 12 tuần liên tiếp, với 8 tuần là trong năm 2002. "Foolish" và "Dilemma" cả hai đều đứng vững ở vị trí số một trong 10 tuần, tuy nhiên không liên tiếp. "Ain't It Funny" của Jennifer Lopez đạt vị trí số một trong 7 tuần.
Nhóm nhạc rock Nickelback với đĩa đơn "How You Remind Me", đã đạt vị trí số một trong năm 2001, là đĩa đơn thành công nhất trong năm 2002. "Lose Yourself", là nhạc phim cho bộ phim 8 Mile (2002), là một trong những ca khúc nhạc phim thành công nhất kỷ nguyên rock (đứng thứ 2). Nó chỉ đứng sau "I Will Always Love You" của Whitney Houston đứng đầu bảng trong 14 tuần. "Lose Yourself" cũng là đĩa đơn quán quân đứng đầu bảng lâu nhất và đồng thời đoạt giải Oscar kể từ khi ca sĩ-diễn viên Bing Crosby với bài hát "White Christmas" đạt 14 tuần đứng đầu bảng xếp hạng trong những năm 1940. "A Moment Like This" được chú ý bởi bước nhảy từ vị trí 52 lên vị trí số một trong năm 2002, phá vỡ kỷ lục 38 năm trước của The Beatles với đĩa đơn "Can't Buy Me Love", nhảy từ vị trí số 27 lên vị trí số 1.

## Diễn biến bảng xếp hạng

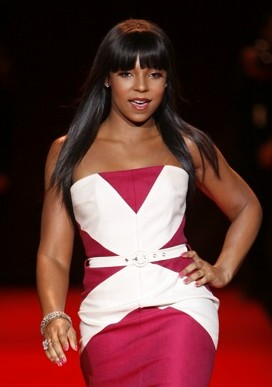
Ca sĩ Ashanti với đĩa đơn đầu tay của mình "Foolish" đứng đầu bảng xếp hạng trong 10 tuần liên tiếp.

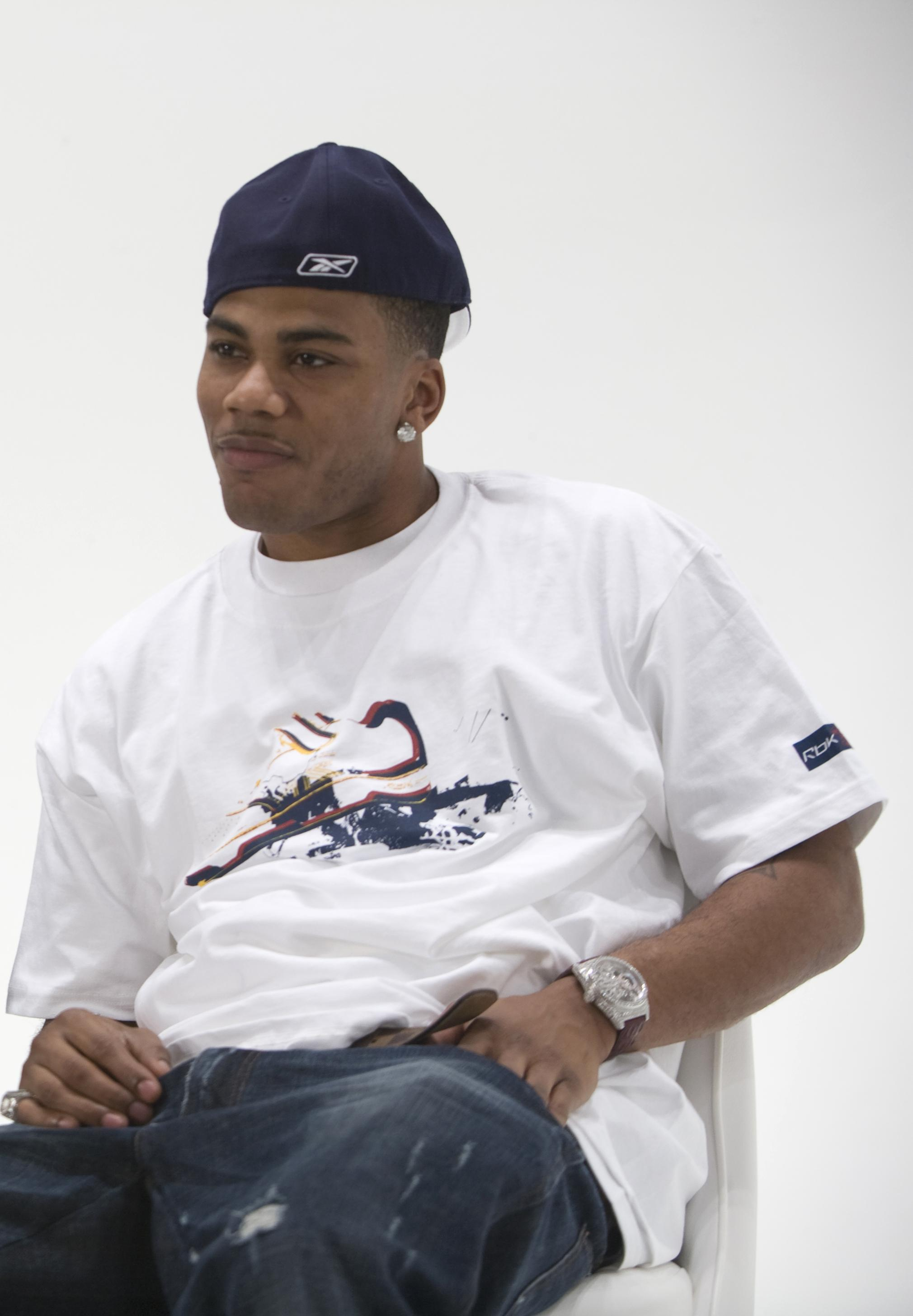
Rapper Nelly với ca khúc "Dilemma" đứng vững đầu bảng trong 10 tuần, cùng với "Foolish" của Ashanti.

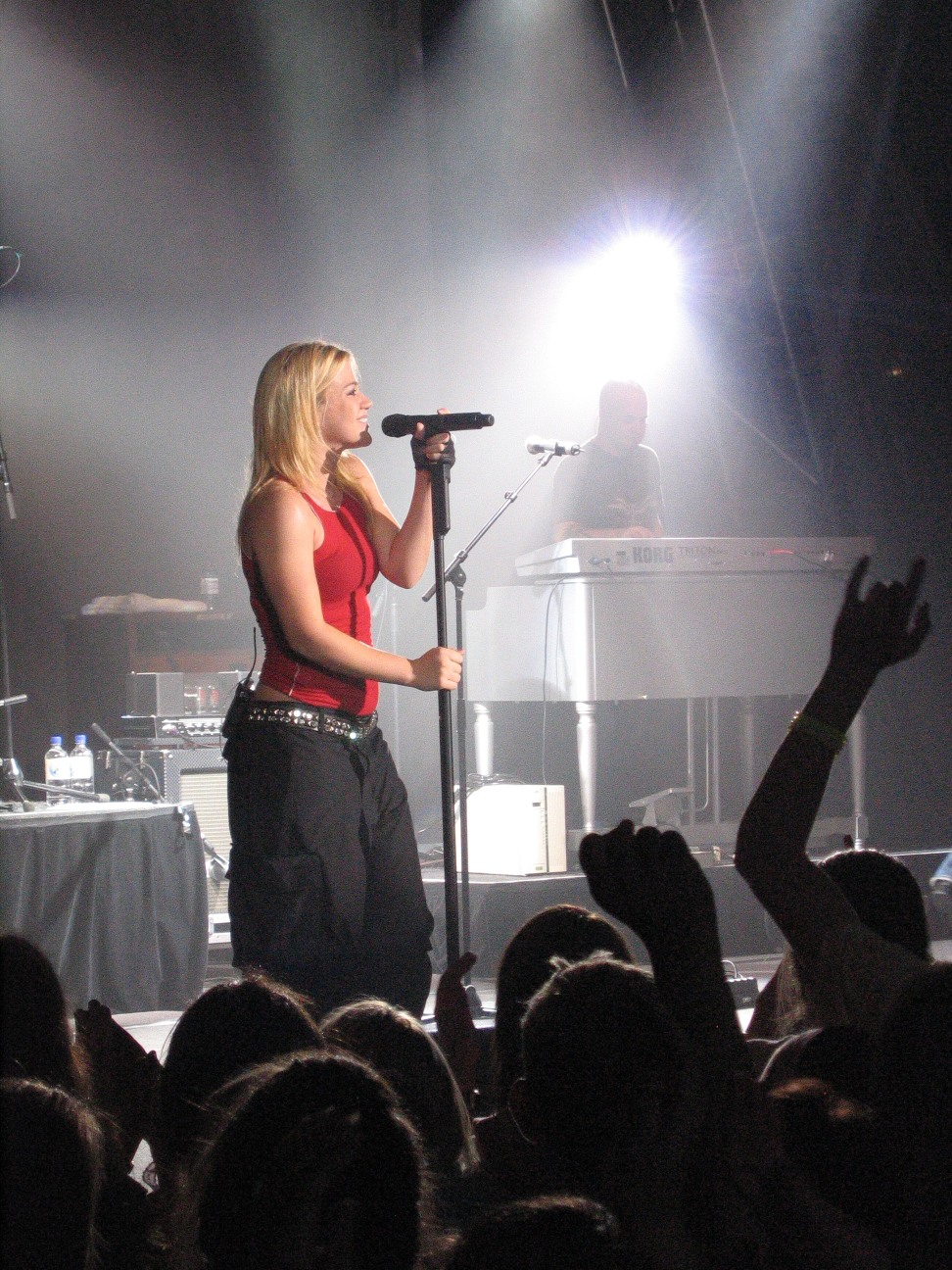
Ca sĩ Kelly Clarkson với đĩa đơn đầu tay "A Moment Like This" được chú ý với bước nhảy vọt từ vị trí 52 lên vị trí số một trong năm 2002, phá vỡ kỷ lục trong 38 năm của nhóm The Beatles với ca khúc "Can't Buy Me Love", đĩa đơn đó leo từ vị trí số 27 lên vị trí số 1.

Dưới đây là danh sách các đĩa đơn đã đạt vị trí quán quân trên  Bilboard Hot 100 hàng tuần trong năm 2002.
| Ngày phát hành | Ca khúc              | Nghệ sĩ                            | Chú thích     |
| -------------- | -------------------- | ---------------------------------- | ------------- |
| 5 tháng 1      | "How You Remind Me"  | Nickelback                         | [ 14 ]        |
| 12 tháng 1     | "How You Remind Me"  | Nickelback                         | [ 15 ]        |
| 19 tháng 1     | "U Got It Bad"       | Usher                              | [ 16 ]        |
| 26 tháng 1     | "U Got It Bad"       | Usher                              | [ 17 ]        |
| 2 tháng 2      | "U Got It Bad"       | Usher                              | [ 18 ]        |
| 9 tháng 2      | "U Got It Bad"       | Usher                              | [ 19 ]        |
| 16 tháng 2     | "U Got It Bad"       | Usher                              | [ 20 ]        |
| 23 tháng 2     | "Always on Time"     | Ja Rule hợp tác với Ashanti        | [ 21 ]        |
| 2 tháng 3      | "Always on Time"     | Ja Rule hợp tác với Ashanti        | [ 22 ]        |
| 9 tháng 3      | "Ain't It Funny"     | Jennifer Lopez hợp tác với Ja Rule | [ 23 ]        |
| 16 tháng 3     | "Ain't It Funny"     | Jennifer Lopez hợp tác với Ja Rule | [ 24 ]        |
| 23 tháng 3     | "Ain't It Funny"     | Jennifer Lopez hợp tác với Ja Rule | [ 25 ]        |
| 30 tháng 3     | "Ain't It Funny"     | Jennifer Lopez hợp tác với Ja Rule | [ 26 ]        |
| 6 tháng 4      | "Ain't It Funny"     | Jennifer Lopez hợp tác với Ja Rule | [ 27 ]        |
| 13 tháng 4     | "Ain't It Funny"     | Jennifer Lopez hợp tác với Ja Rule | [ 28 ]        |
| 20 tháng 4     | "Foolish"            | Ashanti                            | [ 29 ]        |
| 27 tháng 4     | "Foolish"            | Ashanti                            | [ 30 ]        |
| 4 tháng 5      | "Foolish"            | Ashanti                            | [ 31 ]        |
| 11 tháng 5     | "Foolish"            | Ashanti                            | [ 32 ]        |
| 18 tháng 5     | "Foolish"            | Ashanti                            | [ 33 ]        |
| 25 tháng 5     | "Foolish"            | Ashanti                            | [ 34 ] [ 35 ] |
| 1 tháng 6      | "Foolish"            | Ashanti                            | [ 36 ]        |
| 8 tháng 6      | "Foolish"            | Ashanti                            | [ 37 ]        |
| 15 tháng 6     | "Foolish"            | Ashanti                            | [ 38 ]        |
| 22 tháng 6     | "Foolish"            | Ashanti                            | [ 39 ]        |
| 29 tháng 6     | "Hot in Herre"       | Nelly                              | [ 40 ]        |
| 6 tháng 7      | "Hot in Herre"       | Nelly                              | [ 41 ]        |
| 13 tháng 7     | "Hot in Herre"       | Nelly                              | [ 42 ]        |
| 20 tháng 7     | "Hot in Herre"       | Nelly                              | [ 43 ]        |
| 27 tháng 7     | "Hot in Herre"       | Nelly                              | [ 44 ]        |
| 3 tháng 8      | "Hot in Herre"       | Nelly                              | [ 45 ]        |
| 10 tháng 8     | "Hot in Herre"       | Nelly                              | [ 46 ]        |
| 17 tháng 8     | "Dilemma"            | Nelly hợp tác với Kelly Rowland    | [ 47 ]        |
| 24 tháng 8     | "Dilemma"            | Nelly hợp tác với Kelly Rowland    | [ 48 ]        |
| 31 tháng 8     | "Dilemma"            | Nelly hợp tác với Kelly Rowland    | [ 49 ]        |
| 7 tháng 9      | "Dilemma"            | Nelly hợp tác với Kelly Rowland    | [ 50 ]        |
| 14 tháng 9     | "Dilemma"            | Nelly hợp tác với Kelly Rowland    | [ 51 ]        |
| 21 tháng 9     | "Dilemma"            | Nelly hợp tác với Kelly Rowland    | [ 52 ]        |
| 28 tháng 9     | "Dilemma"            | Nelly hợp tác với Kelly Rowland    | [ 53 ]        |
| 5 tháng 10     | "A Moment Like This" | Kelly Clarkson                     | [ 54 ]        |
| 12 tháng 10    | "A Moment Like This" | Kelly Clarkson                     | [ 55 ]        |
| 19 tháng 10    | "Dilemma"            | Nelly hợp tác với Kelly Rowland    | [ 56 ]        |
| 26 tháng 10    | "Dilemma"            | Nelly hợp tác với Kelly Rowland    | [ 57 ]        |
| 2 tháng 11     | "Dilemma"            | Nelly hợp tác với Kelly Rowland    | [ 58 ]        |
| 9 tháng 11     | "Lose Yourself"      | Eminem                             | [ 59 ]        |
| 16 tháng 11    | "Lose Yourself"      | Eminem                             | [ 60 ]        |
| 23 tháng 11    | "Lose Yourself"      | Eminem                             | [ 61 ]        |
| 30 tháng 11    | "Lose Yourself"      | Eminem                             | [ 62 ]        |
| 7 tháng 12     | "Lose Yourself"      | Eminem                             | [ 63 ]        |
| 14 tháng 12    | "Lose Yourself"      | Eminem                             | [ 64 ]        |
| 21 tháng 12    | "Lose Yourself"      | Eminem                             | [ 65 ]        |
| 28 tháng 12    | "Lose Yourself"      | Eminem                             | [ 66 ]        |